# سان فرانسیسکو سیلز (پی‌سی‌ال)

تصویر تیم بیسبال

سان فرانسیسکو سیلز (انگلیسی: San Francisco Seals) تیم بیسبال لیگ دسته دوم در سان فرانسیسکو بود که از سال ۱۹۰۳ تا ۱۹۵۷ در لیگ ساحلی اقیانوس آرام بازی می‌کرد و سپس به فینیکس، آریزونا انتقال یافت. سیلز ۱۹۰۹، ۱۹۲۲، ۱۹۲۵ و ۱۹۲۸ به عنوان یکی از ۱۰۰ تیم برتر لیگ دسته دوم در تمام دوران شناخته شدند.